# (11982) 1995 UF6
1995 يو أف 6 (ويعرف أيضًا باسم (11982) 1995 يو أف 6 وفق تسمية الكوكب الصغير) (بالإنجليزية: 1995 UF6)‏ هو كويكب ضمن حزام الكويكبات؛ وترتيبه 11982 من حيث الاكتشاف.
اكتُشف هذا الجُرم الفلكي بواسطة Yoshisada Shimizu ‏ في 25 أكتوبر 1995.

## وصلات خارجية
- (11982) 1995 UF6 في قاعدة بيانات مختبر الدفع النفاث لأجرام النظام الشمسي الصغيرة

- الاكتشاف · مخطط المدار ·  العناصر المدارية · المعلمات المادية

- (11982) 1995 UF6 على موقع ويكي سكاي: DSS2, SDSS, GALEX, IRAS, Hydrogen α, X-Ray, Astrophoto, Sky Map, Articles and images